# Jezuitská rezidence (Stará Boleslav)
Bývalá jezuitská rezidence ve Staré Boleslavi, v těsné blízkosti kostela Nanebevzetí Panny Marie a nedaleko baziliky sv. Václava je raně barokní budova, jejíž základy byly postaveny v letech 1670–1671.
Prvotní plány pocházejí od italského architekta a barokního stavitele Giovanniho Domenica Orsiho. Stavba byla podle původních plánů zjednodušena. Ještě nedostavěná budova byla v letech 1679–1680 dvakrát poškozena požárem, poté v letech 1686–1687 stavba pokračovala. Další úpravy objektu pocházejí z 18. století.

## Popis

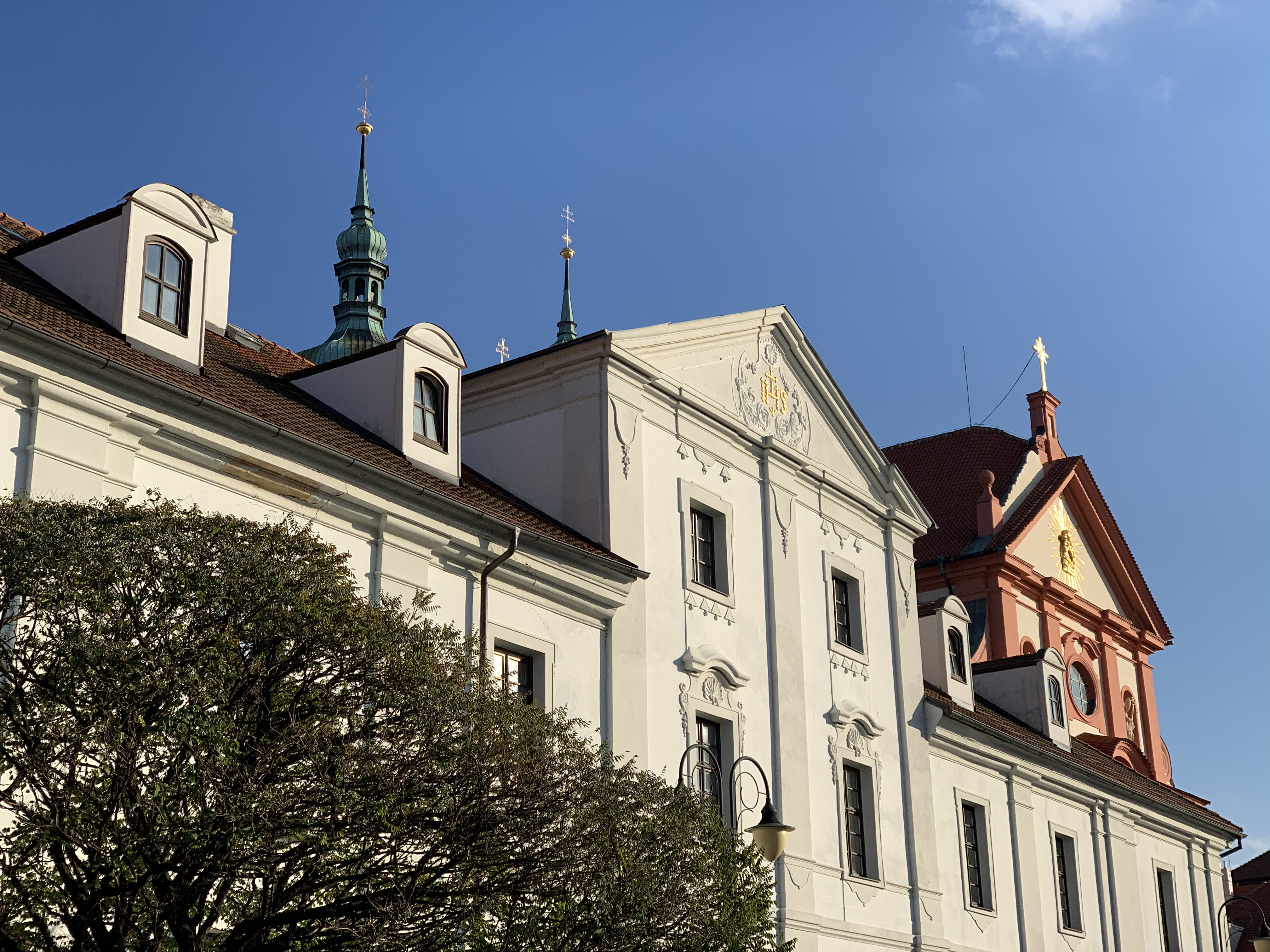
Bývalá jezuitská rezidence ve Staré Boleslavi. Po opravách v letech 2002 - 2014. V pozadí věže kostela Nanebevzetí Panny Marie.

Objekt patří mezi architektonicky a urbanisticky významné, památkově chráněné stavby Staré Boleslavi. Budova je zděná, má obdélný půdorys s profilovanou kordonovou a korunní římsou, pilastry, valbovou střechu s drážkovkami, obdélná okna s plastickým orámováním s uchy a kapkami, vystupující rizalit uprostřed hlavního průčelí se štukovou dekorací.

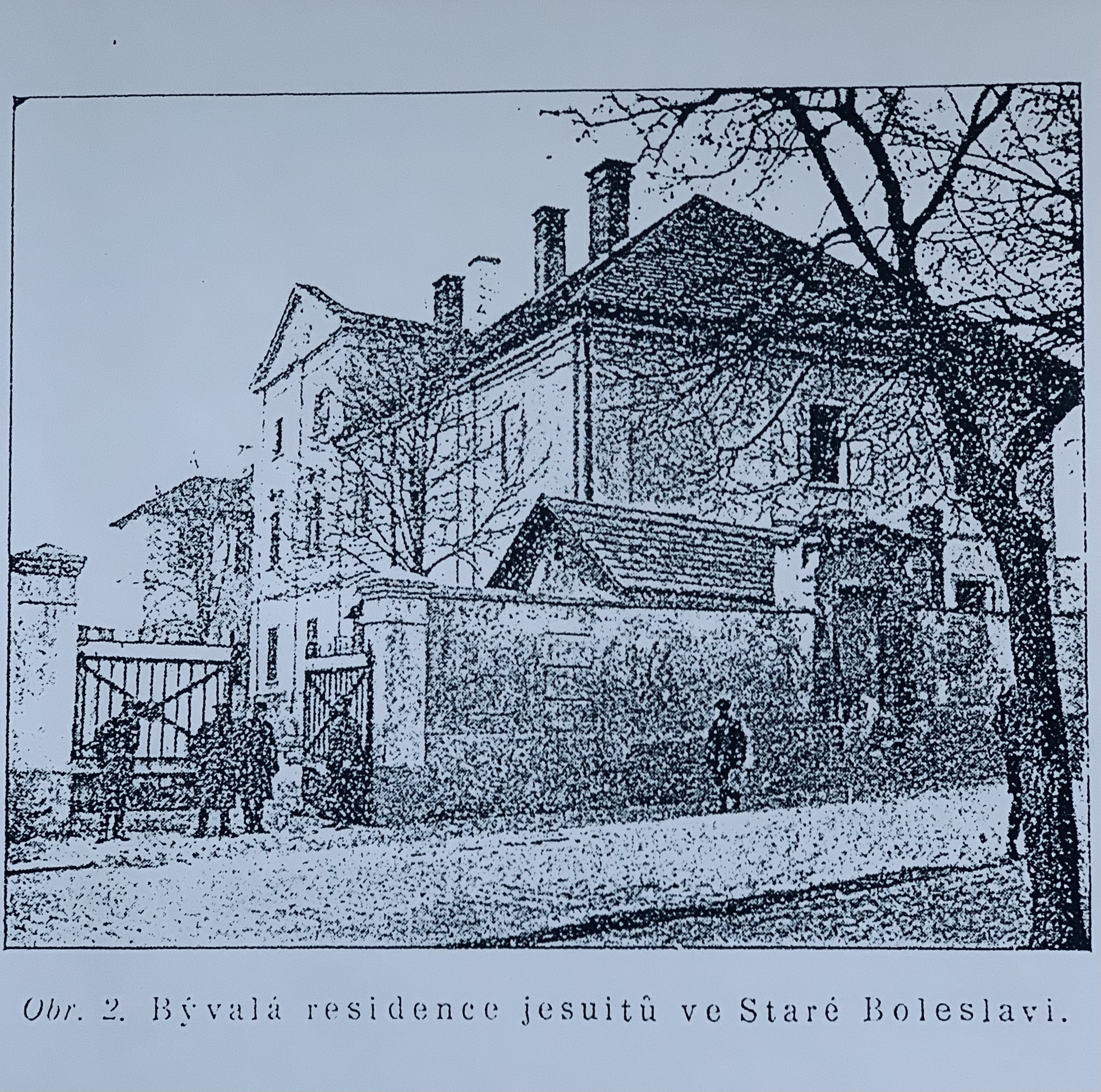
Dobový obrázek bývalé Jezuitské rezidence ve Staré Boleslavi, kdy objekt sloužil armádě.

## Historický vývoj objektu

### Období raného baroka a stavba jezuitské koleje
Důvodem, proč si jezuité zvolili pro stavbu své nové rezidence právě Starou Boleslav, jasně souvisí s tím, že se jedná o nejstarší mariánské poutní místo v zemi. Kult reliéfu Panny Marie s Ježíškem (Palladium země české) přiváděl velké množství poutníků, aby ho uctili.
Jezuité byli do Staré Boleslavi slavnostně uvedeni 10. července 1658. Výběr místa pro stavbu jezuitské rezidence, respektive koleje pro 12 jezuitů, byl začat již v roce 1653. O rok později, 11. července 1654 získal jezuitský provinciál Ondřej Schambogen rozhodnutí, ve kterém císař uděluje jezuitům místo ke stavbě jezuitské rezidence. Bylo to strategicky položené místo v blízkosti baziliky Nanebevzetí Panny Marie. Navíc se jednalo o poměrně velkou plochu, kterou tvořily z velké části zahrady. Roku 1657 se jezuitům podařilo přikoupit ještě objekt nárožní krčmy, který dočasně užívali pro ubytování.
Základní kámen byl položen roku 1668, stavba však postupovala velice pomalu vzhledem k nedostatku financí. Do téměř finální podoby pokročila až v letech 1673-1676. Původní projekt na stavbu jezuitské rezidence je z roku 1672 a je připisovaný významnému italskému raně baroknímu architektovi Giovannimu Domenicovi Orsimu. Tento projekt počítal se stavbou dvou dvoutraktových křídel (jižního a východního) s ambitem s valenými klenbami uprostřed. Na konci ambitu měl být záchodový přístavek. Jižní křídlo mělo obsahovat vstupní průjezd, sakristii a na konci křídla měla být jednolodní kaple typu Il Gesù s raně barokním křídlovým štítem. Kaple sv. Ludmily měla vzniknout přibližně v místě, kde stála krčma. Východní křídlo se mělo skládat ze dvou místností pro hosty, schodiště, refektáře, dispenzáře a kuchyně. V místnostech byly projektovány klášterní klenby a v patře mnišské pokoje a velká knihovna. Stavba byla dokonce podsklepena, avšak byla realizována v redukované podobě oproti Orsiho plánům.

#### Požár ve Staré Boleslavi roku 1680
Roku 1679 a opět v roce 1680 byla rezidence poškozena požárem. Při druhém požáru bylo zničeno celé město, v jezuitské rezidenci shořela i knihovna. Budova byla rychle opravena a ještě téhož roku se do ní opět vrátili jezuité.

### Vrcholně barokní období a dokončení stavby jezuitské rezidence
Roku 1688 byl pořízen do kaple oltář s obrazem sv. Ludmily. Téhož roku byla stavba dokončena. Později, počátkem 18. století probíhaly pravděpodobně práce zejména na fasádě budovy. Je možné, že právě z této doby pochází čabrakové ornamenty na hlavicích pilastru rizalitu uprostřed hlavního průčelí.
Vrcholně barokní podobu rezidence zachycuje kresba v ilustrovaném rukopisu „Peregrationes oder Christliche Wanderschaft“ od Friedricha Bernharda Wernera z roku 1732. Kresba zachycuje jižní část rezidence se středovým rizalitem, 3 okenní osy, přesně podle skutečnosti, dále je patrné vertikální členění stavby pilastry ve vysokém řádu s převýšeným středním rizalitem a zastřešení mansardovou střechou s křídlovými vikýři.

### Období klasicismu a zrušení jezuitské koleje
Dne 21. července 1773 vydal papež Klement XIV. bulu, která ukončila činnost jezuitského řádu. S tím byla zrušena i jezuitská kolej. Po josefínských reformách budovu převzala armáda a od roku 1776 byla původní jezuitská kolej využívána jako armádní kasárny pro dragounský pluk. Došlo k přístavbě záchodového rizalitu a dalším účelovým adaptacím, jako přepatrování kaple, zazdění oken v kapli, refektáři a knihovně, výměně podlah, dveří a oken a úpravě topného systému. Výraznou změnou pak byla výměna mansardové střechy za valbovou, ke které došlo pravděpodobně závěrem první poloviny 19. století.
Úpravy však probíhaly nejen na budově původní jezuitské koleje, ale v celém areálu. V letech 1775–1776 byly postaveny stáje podle projektu Filipa Hegera a v rozmezí let 1842–1857 přibyla i krytá jízdárna. Dále zde byla i otevřená jízdárna, domek kovárny a další obytná budova armády na nároží (v místě, kde původně stávala krčma, než budovu koupili jezuité).

### Arcivévoda Karel a jeho vojenská služba u dragounského pluku v letech 1908–1912
V roce 1908 byl arcivévoda Karel povolán do vojenské služby v Brandýse nad Labem a sloužil v hodnosti nadporučíka dragounského regimentu č. 7 vévody Lotrinského v kasárnách kavalérie s jízdárnou v bývalé jezuitské rezidenci v sousedství kostelů Nanebevzetí Panny Marie a sv. Václava ve Staré Boleslavi.

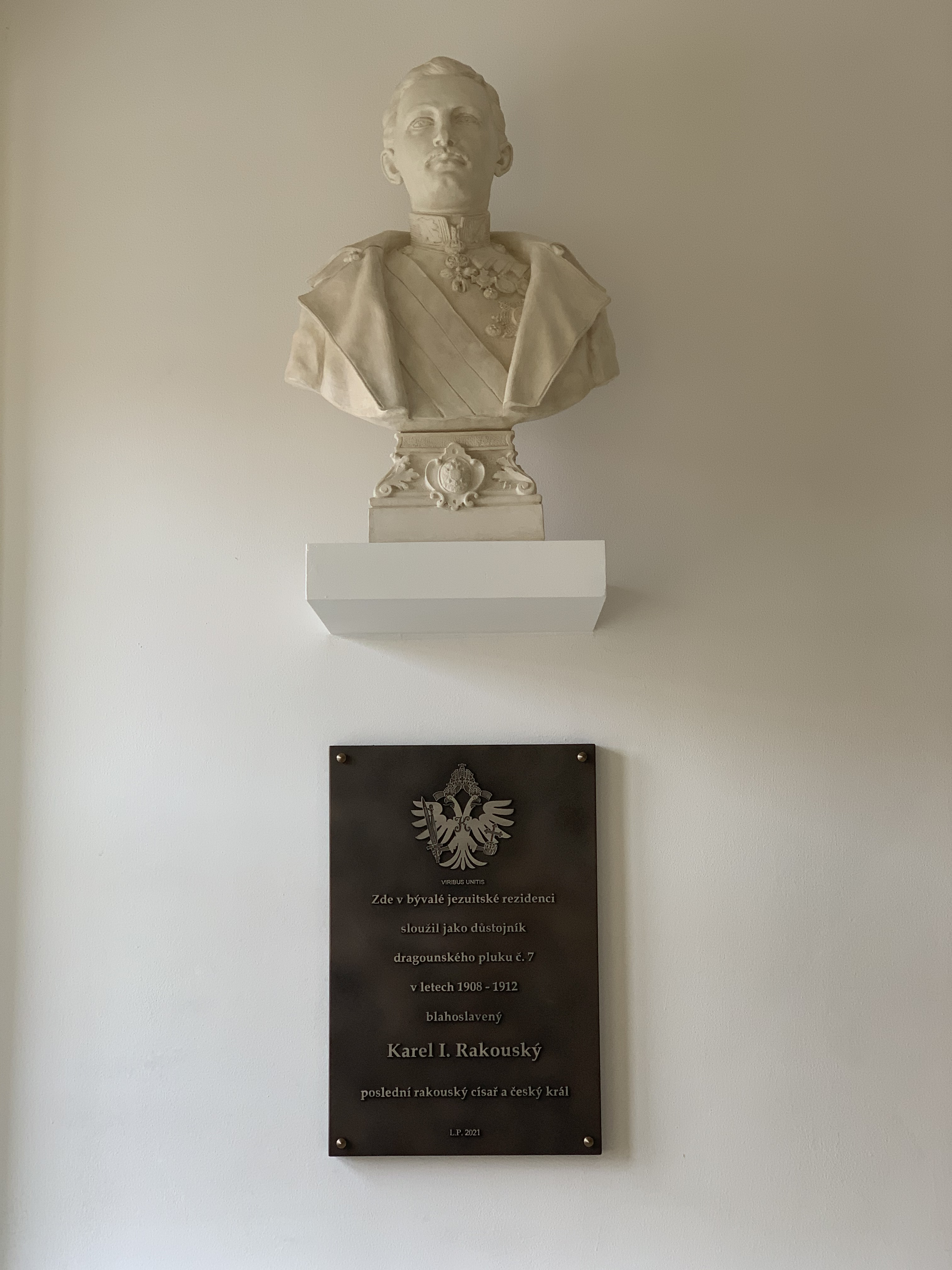
Památník rakouského císaře a českého krále Karla I., v budově bývalé jezuitské rezidence.

### 20. století a vývoj objektu bývalé jezuitské rezidence
Přestože ve 20. století došlo k několika nešetrným úpravám, hodnotné konstrukce naštěstí zůstaly zachovány. V druhé polovině 20. století zde působil podnik Zemědělské stroje n. p. Praha. Po roce 1989 přešel areál do soukromého vlastnictví.